# 慕尼黑城市快铁2号线
慕尼黑城市快铁2号线是一条位于德国慕尼黑的城市快铁。线路走向是从旧明斯特到埃尔丁。
途径中央车站、卡尔广场以及玛利亚广场站等车站。